# Archäologisches Museum Istanbul

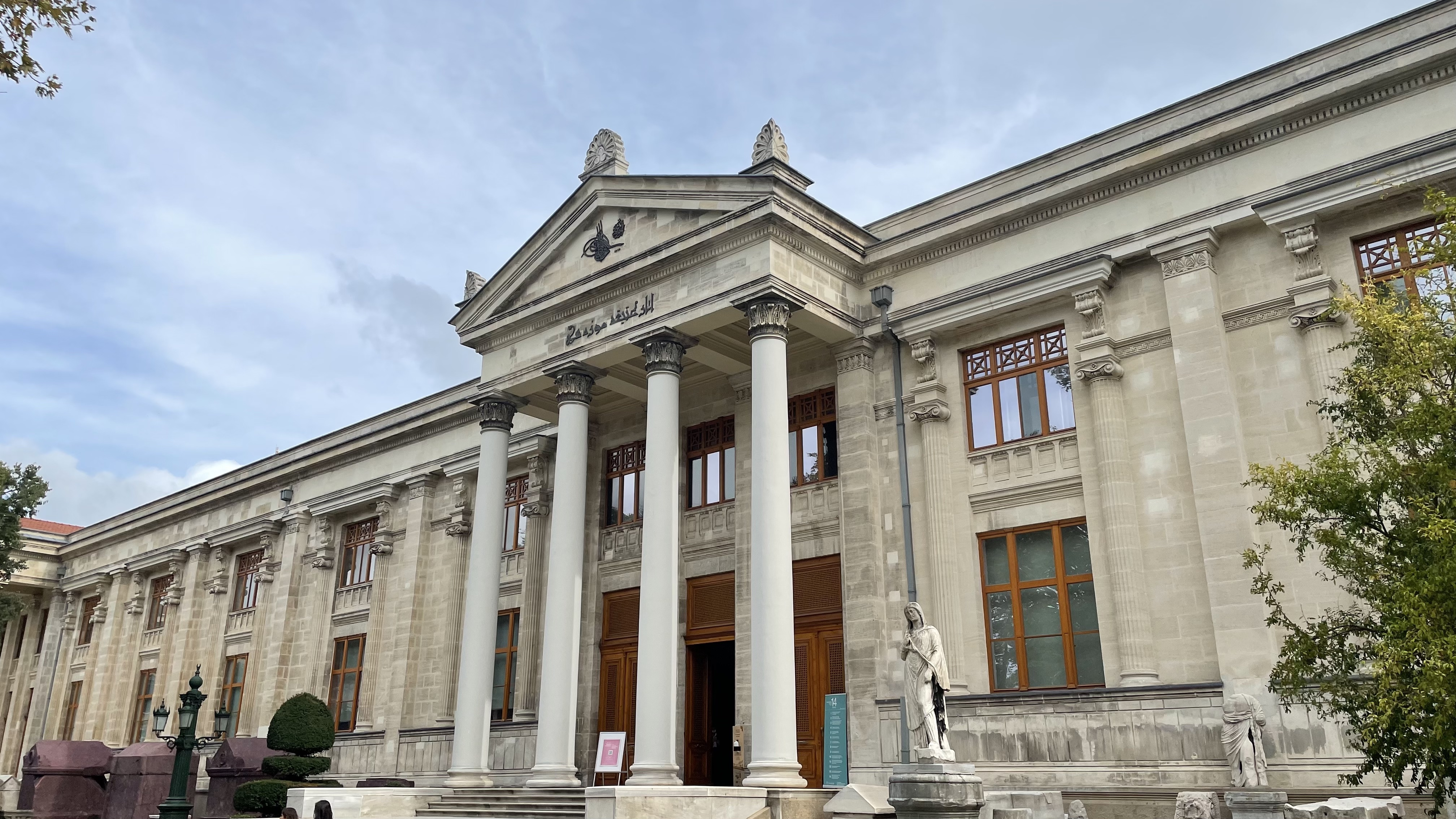
Hauptgebäude vom Hof aus gesehen

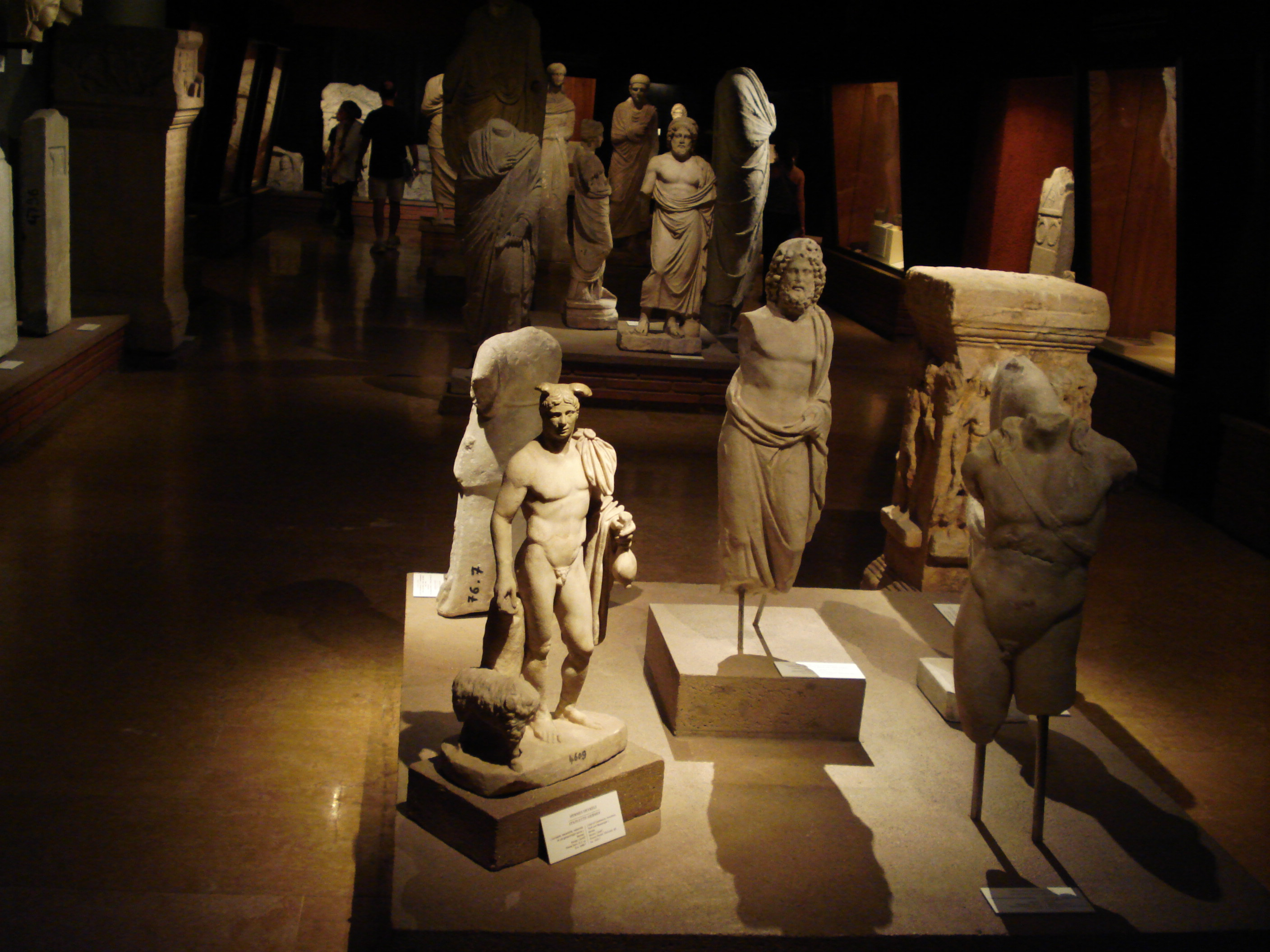
Blick in die Sammlung griechisch-römische Skulpturen

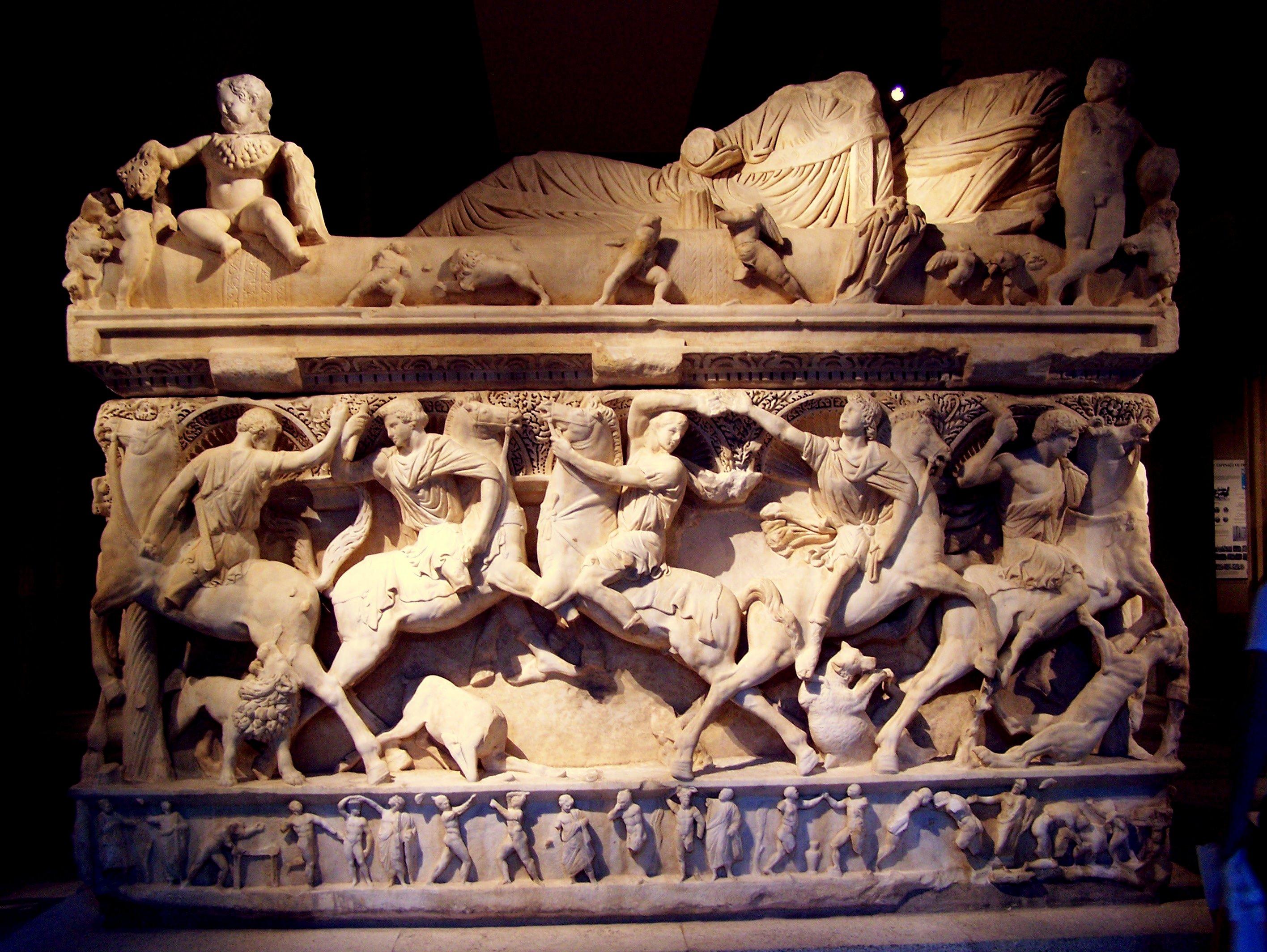
Archäologisches Museum Istanbul, Sidamara-Sarkophag

Das Archäologische Museum Istanbul (türkisch İstanbul Arkeoloji Müzesi) wurde 1891 als zentrales archäologisches Museum des Osmanischen Reiches in Konstantinopel gegründet und ist heute das größte und bedeutendste archäologische Museum der Türkei.
Seine Sammlungen umfassen rund 15.000 archäologische Stücke aus Mesopotamien, aus der assyrischen, sumerischen, akkadischen, babylonischen und ägyptischen Antike, dem prähistorischen, griechischen, römischen und byzantinischen Kleinasien, sowie der vor-islamischen und islamischen arabischen Kultur.

## Gliederung
Das Istanbuler Archäologie-Museum gliedert sich in drei Teile:
1. Das eigentliche archäologische Museum,
2. das Museum für altorientalische Kunst,
3. das Museum für islamische Keramik (Çinili Köşk)

## Lage
Das archäologische Museum liegt in der Istanbuler Altstadt, im Stadtteil Eminönü im äußersten Südosten des europäischen Teils Istanbuls – auf einer wie ein Horn hervorragenden Halbinsel, innerhalb der äußeren Ummauerung des Topkapı-Palastes, umgeben vom Gülhane-Park – unterhalb der Hagia Sophia.

## Geschichte

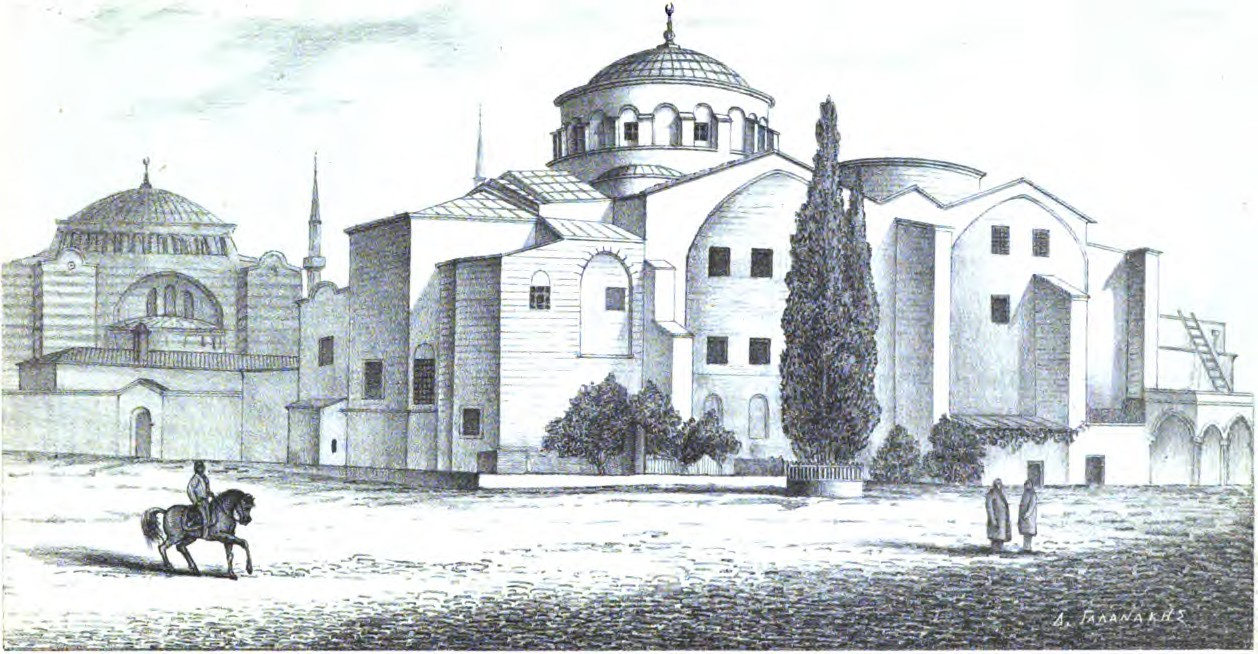
Irenenkirche 1877

Die erste Sammlung von Altertümern in Konstantinopel wurde 1846 unter dem Artilleriegeneral Ahmed Fethi Pascha in der Irenenkirche, die zuvor als Militärdepot gedient hatte, eingerichtet. Ausgestellt waren eine Sammlung alter Waffen (Mecmua-i Asliha-i Atika) und eine mit archäologischen Fundstücken (Mecmua-i Asar-i Atika). Das Museum war jedoch nur auf Antrag zu besichtigen. Ein erster Katalog der Antiken erschien 1868 von Albert Dumont. Er ließ die Objekte zudem nach Epochen ordnen, darüber hinaus erhielten die Abteilungen für griechisch-römische, frühchristliche und byzantinische Objekte erste Vitrinen. 1869 wurde die archäologische Sammlung unter dem Namen Müze-i Hümayun („Museum des Imperiums“) zum zentralen archäologischen Museum des osmanischen Reiches und ein neues Antikengesetz erlassen. Der Engländer Edward Goold, Lehrer am Galatasaray Lisesi, wurde erster Direktor des Museums; er veröffentlichte 1871 einen Katalog der nun vermehrt aus dem ganzen osmanischen Reich herbeiströmenden Fundstücke.
Von 1872 bis 1881 leitete Philipp Anton Dethier das Museum, dessen Interesse besonders dem byzantinischen Konstantinopel galt. Im Jahr 1875 wurde beschlossen, das Museum in den Çinili Köşk zu überführen, was 1880 geschah, eröffnet wurde es 1882 und Salomon Reinach publizierte einen neuen Katalog. 1881 wurde Osman Hamdi Bey Direktor des Museums und im gleichen Jahr begann der Neubau des Museumsgebäudes, das von dem konstantinopler Architekten Alexandre Vallaury im neoklassizistischen Stil errichtet wurde. Die offizielle Eröffnung fand am 13. Juni 1891 statt. Auf dem Giebel des Baus findet sich die Inschrift h اثار عتيقة موزسي (Asar-ı Atika Müzesi, Antikenmuseum). 1903 wurde das Museum um einen Flügel im Westen erweitert und 1908 nach Osten verlängert und mit einem weiteren Flügelbau versehen und erhielt so sein heutiges Aussehen. In den 1970er Jahren wurde ein sechsstöckiger Anbau südöstlich des Hauptgebäudes errichtet.
Das Museum erhielt 1993 den Museumspreis des Europarates.
Nach einer 2012 begonnenen langjährigen Restaurierung wurde der größte Teil des Museums im Sommer 2022 wiedereröffnet, der Anbau aus den 1970er Jahren jedoch geschlossen.
Direktoren
- 1869–1871: Edward Goold
- 1871–1872: Pio Francesco Carlo Terenzio
- 1872–1881: Philipp Anton Dethier
- 1881–1910: Osman Hamdi Bey
- 1910–1931: Halil Edhem Eldem
- 1931–1953: Aziz Ogan
- 1954–1961: Rüstem Duyuran
- 1962–1978: Necati Dolunay
- 1978–1979: Nezih Fıratlı
- 1979–1980: Aykut Özet
- 1980–1981: Altan Akat
- 1982–1985: Nuşin Asgari
- 1985–1999: Alpay Pasinli
- 2002–2004: Halil Özek
- 2004–2009: İsmail Karamut
- 2009–2018: Zeynep Kızıltan
- seit 2018: Rahmi Asal

Kustoden (Auswahl)
- 1892–1930: Theodor Makridi, seit 1923 Vizedirektor
- 1893–1894: Andre Joubin[5]
- 1904–1914: Gustave Mendel[6]
- 1911–1918: Eckhard Unger, Altorientalische Abteilung
- 1931–1944: Arif Müfid Mansel
- 1931–1933 : Remzi Oğuz Arık
- 1935–1939: Clemens Bosch, Numismatik
- 1937–1949: Fritz Rudolf Kraus, Keilschrifttafeln

## Sammlungen
Die Stücke des Museums stammen aus dem Gebiet des gesamten osmanischen Reiches, heute werden sie nur noch durch Funde aus Istanbul und seiner Umgebung bereichert. Das Gebäude ist zweistöckig. Im Erdgeschoss umfasst es 20 Ausstellungsräume, im Obergeschoss sind in weiteren 16 Räumen kleinere Objekte ausgestellt. Ein sechsstöckiges Nebengebäude befindet sich südöstlich des Hauptgebäudes.

### Archäologisches Museum

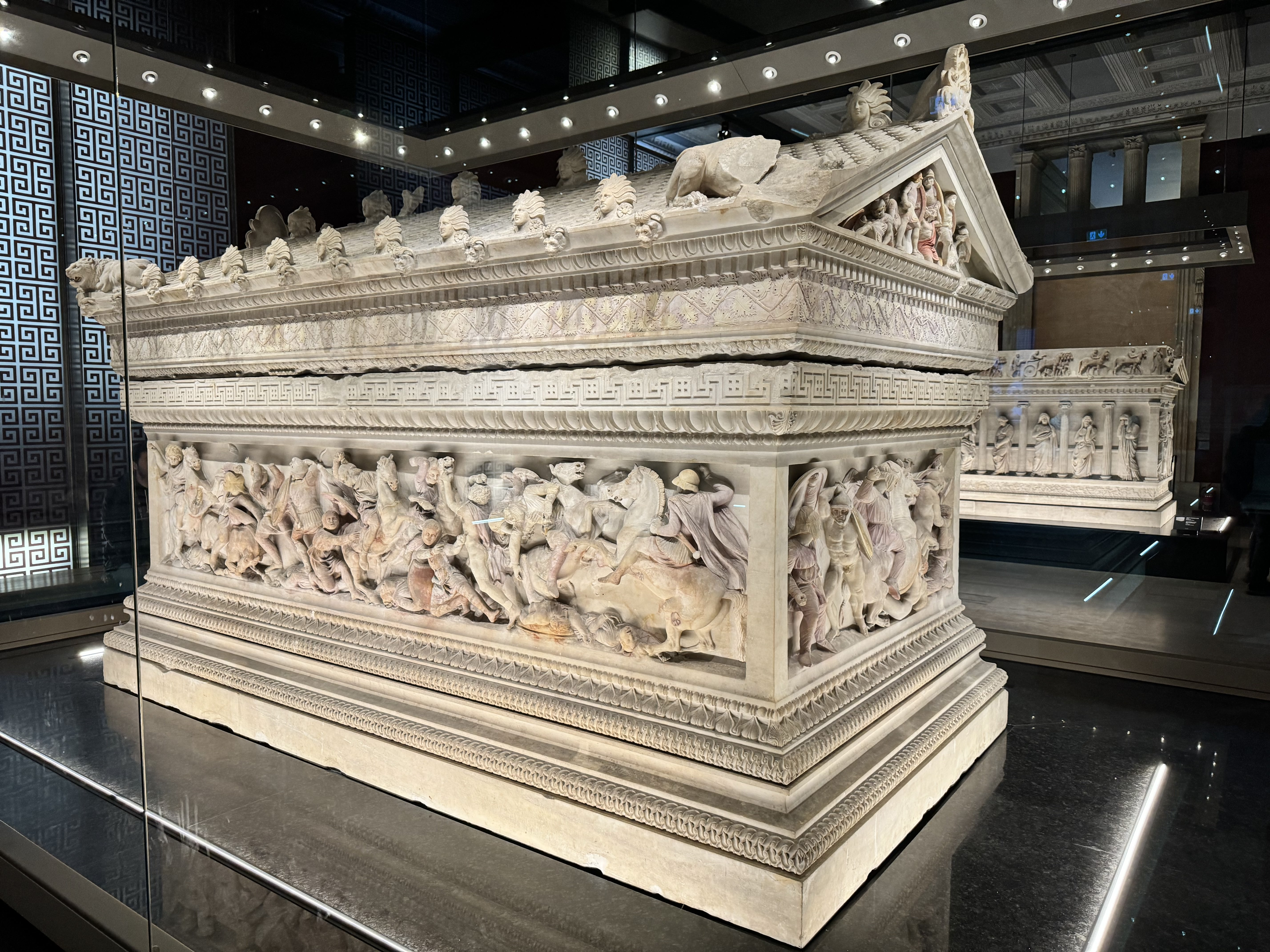
„Alexandersarkophag“

#### Funde aus der Königsnekropole von Sidon
Zu den bekanntesten Stücken des Museums gehören die Funde aus der Königsnekropole von Sidon, die 1887 von Osman Hamdi Bey in Sidon (Libanon) ausgegraben wurde. Darunter befinden sich mehrere Sarkophage: „Alexandersarkophag“, Klagefrauensarkophag, Satrapensarkophag, Lykischer Sarkophag, Sarkophag des Tabnit u. a.

#### Weitere wichtige Objekte
- Saal 3: Sidamara-Sarkophag (3. Jahrhundert), kleinasiatischer Säulensarkophag, aus Sidamaria in Lykaonien
- Saal 13: Löwin (4. Jahrhundert v. Chr.) vom Mausoleum von Halikarnassos
- Saal 18: Kolossalstatue des Zeus

- (Obergeschoss) Bronzewaren aus Zypern, griechische Vasen und Münzen. Unter anderem Funde aus Troja
- Kopf der Schlangensäule vom Hippodrom im Zentrum von Istanbul

#### Neuer Flügel
Er enthält auf je einer Ebene Ausstellungsräume zu den Themen „Istanbul im Laufe der Zeiten“, „Anatolien und Troja im Laufe der Zeiten“, „Kulturen in der Umgebung von Anatolien (Zypern, Syrien, Palästina)“ sowie ein Kindermuseum. Seit 2021 ist er wegen Umbaus geschlossen.

### Das altorientalische Museum

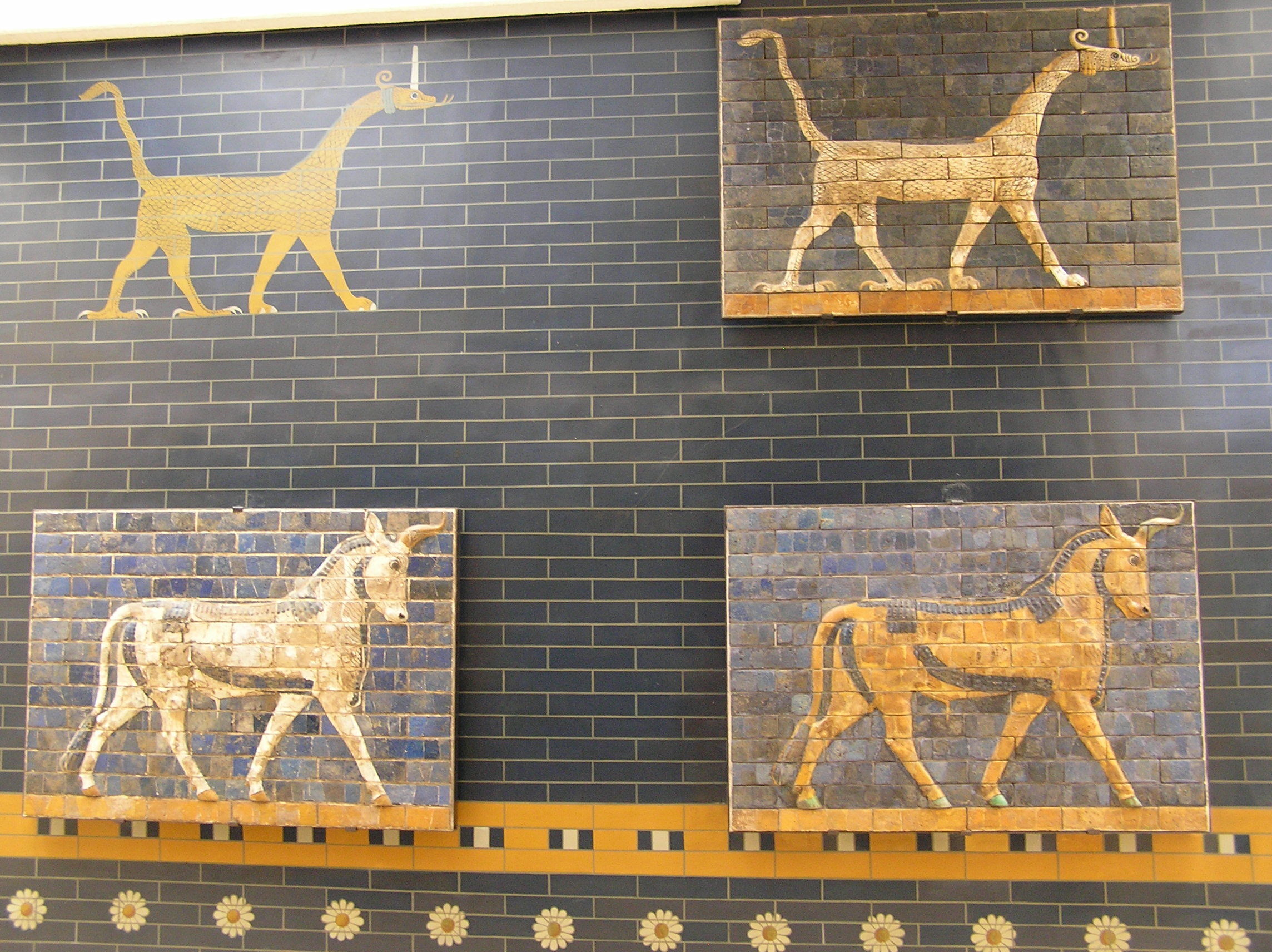
Ziegeldekoration vom Ischtar-Tor in Babylon

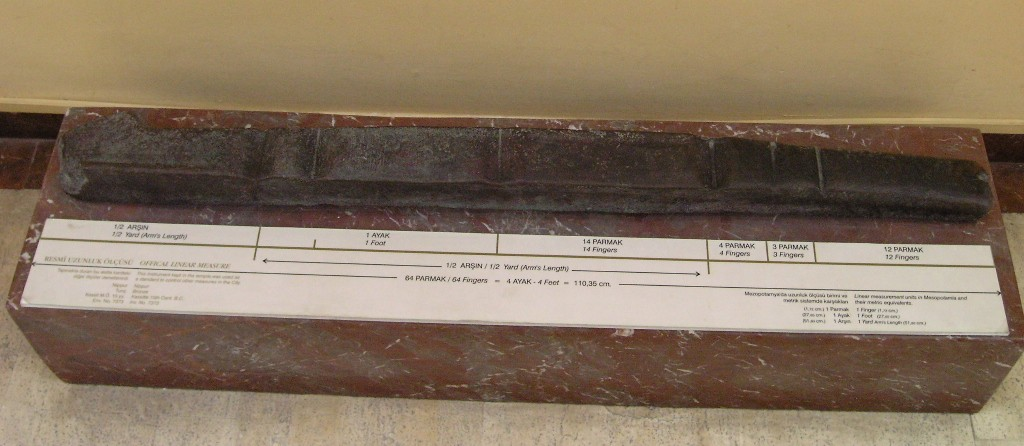
Die Nippur-Elle

Schräg gegenüber dem archäologischen Museum befindet sich als dessen Ergänzung das Altorientalische Museum (türkisch Eski Şark Eserleri Müzesi) mit Funden aus Gebieten des Alten Orients, die zum osmanischen Reich gehört haben, vor allem aus Mesopotamien (Kulturen der Sumerer, Babylonier, Assyrer etc.) und Kleinasien, hier zum Beispiel aus dem Reich der Hethiter. Weitere Ausstellungsstücke kommen aus dem Raum Syrien/Libanon/Palästina, aus dem Jemen (Altes Südarabien) sowie aus dem pharaonischen Ägypten.
Das Gebäude wurde 1883 für die am 1. Januar 1882 durch Osman Hamdi Bey als „Schule der Schönen Künste“ (Mekteb-i Sanayi-i Nefise-i Şâhâne oder kurz Sanayi-i Nefise Mektebi, die heutige Mimar Sinan Üniversitesi) gegründete Kunstakademie  errichtet und 1935 zum Museum umgewidmet.

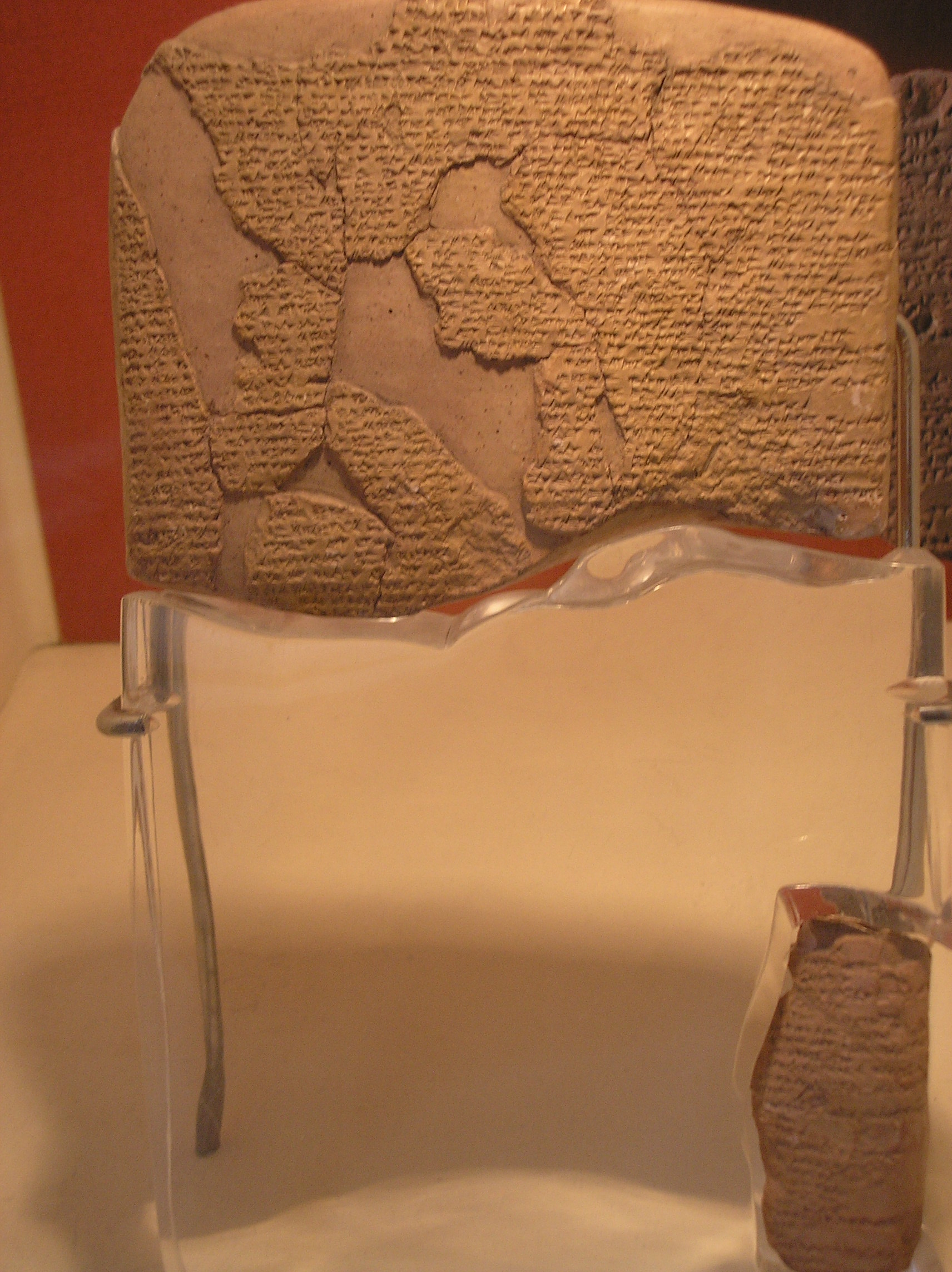
Friedensvertrag nach der Schlacht von Kadesh

Zu den bekannten Exponaten gehören hethitische Keilschrifttafeln aus Boğazköy, darunter eine der drei erhaltenen hethitischen Ausfertigungen des Friedensvertrags nach der Schlacht bei Kadesch zwischen Hattušili III. (Hethitisches Reich) und Ramses II. (Ägypten).
Das altorientalische Museum beherbergt ebenfalls die sogenannte Nippur-Elle, das Urmaß der vormetrischen Längenmaße.

### Der Çinili Köşk

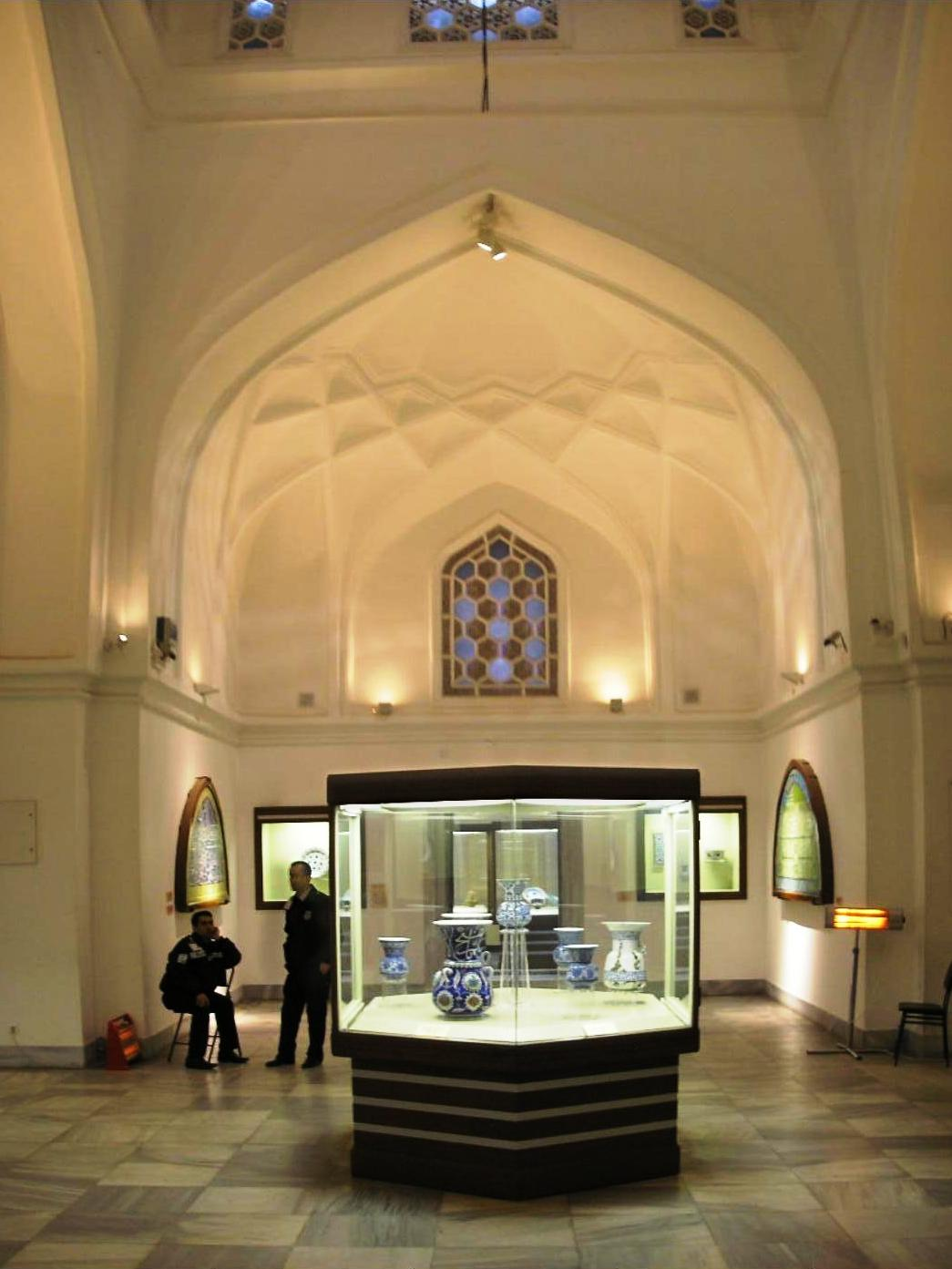
Das Innere des Çinili Köşk

Die Sammlung islamischer Keramik des Museums ist im Çinili Köşk untergebracht und zeigt seldschukische und osmanische Keramik vom 12. bis zum 19. Jahrhundert aus verschiedenen Herkunftsorten (Kütahya, Çanakkale). Einen besonderen Raum nehmen verschiedene Kunstwerke aus Fayencefliesen aus den Werkstätten von Iznik ein. Bedeutendstes Ausstellungsstück ist ein Mihrab aus der Ibrahim-Bey-Moschee in Karaman (Zentralanatolien) sowie zwei Bogenfelder aus der Medrese der Haseki-Hürrem-Moschee in Istanbul.
Das Gebäude wurde im Jahre 1472 von Sultan Mehmed II. außerhalb des Topkapi-Palastbezirkes als Lustschlösschen errichtet und innen und außen mit Mosaiken aus grünen und blauen Iznik-Fliesen ausgestattet. Die repräsentative Säulenvorhalle ersetzte nach einem Brand 1737 einen hölzernen Vorbau.